# Resolución 1407 del Consejo de Seguridad de las Naciones Unidas
La resolución 1407 del Consejo de Seguridad de las Naciones Unidas, aprobada por unanimidad el 3 de mayo de 2002, tras recordar las resoluciones sobre la situación en Somalia, en particular la Resolución 733 (1992), el Consejo pidió al Secretario General que estableciera un equipo para evaluar las necesidades de un grupo de expertos encargado de vigilar las violaciones del embargo de armas contra el país. 

## Resolución
El Consejo de Seguridad expresó su preocupación por el continuo tráfico de armas y municiones a Somalia desde otros países, lo que socavaba la paz, la seguridad y los esfuerzos de reconciliación política y nacional en el país. Acogió con satisfacción la próxima visita del Presidente del Comité del Consejo de Seguridad establecido en virtud de la resolución 751 (1992) a Somalia y su informe posterior.
Actuando en virtud del Capítulo VII de la Carta de las Naciones Unidas, el Consejo encargó al Secretario General Kofi Annan que estableciera un equipo de dos expertos durante 30 días en el plazo de un mes a partir de la adopción de la presente resolución para hacer preparativos para el establecimiento de un grupo de expertos que proporcionara información sobre las violaciones del embargo de armas contra Somalia y formulara recomendaciones. 
El Consejo pidió al grupo que investigara las violaciones del embargo de armas por tierra, aire y mar; detallara información relacionada con las violaciones y la aplicación del embargo; realizara investigaciones de campo en Somalia y otros países; evaluara la capacidad de los Estados de la región para aplicar plenamente el embargo de armas, incluso mediante un examen de los controles aduaneros y fronterizos nacionales; y recomendara medidas para fortalecer su aplicación.  Se pidió al presidente que presentara el informe del equipo de expertos al consejo, donde se examinarían sus conclusiones y se tomarían medidas al respecto a finales de julio de 2002. También solicitó la plena cooperación de los Estados vecinos, el Gobierno Nacional de Transición (GNT) de Somalia y otras entidades o individuos proporcionando al equipo de expertos y al Presidente del Comité acceso sin trabas a la información; los casos de incumplimiento debían notificarse al Consejo.
La resolución también encargó al Secretario General que contribuyera a la vigilancia y aplicación del embargo de armas mediante la cooperación con el Gobierno Nacional Transnacional, las autoridades locales y los dirigentes civiles o religiosos. Se pidió a todos los Estados que proporcionaran información sobre las violaciones del embargo y además se les exigió que informaran en un plazo de 60 días y según un calendario posterior sobre las medidas que habían adoptado para aplicar el embargo de armas.